# Useldange
Useldange (luxemburguès Useldeng, alemany Useldingen) és una comuna i vila a l'oest de Luxemburg, que forma part del cantó de Redange. Inclou endemés les viles d'Everlange, Rippweiler i Schandel. Limita amb els municipis de Beckerich, Saeul, Préizerdaul, Vichten, Redange, Boevange-sur-Attert i Tuntange.

## Població
| Nacionalitat   | Població | %      |
| -------------- | -------- | ------ |
| luxemburguesos | 1.077    | 82,78% |
| Forasters      | 224      | 17,22% |
| - portuguesos  | 97       | 7,46%  |
| - francesos    | 17       | 1,31%  |
| - italians     | 20       | 1,54%  |
| - belgues      | 35       | 2,69%  |
| - alemanys     | 12       | 0,92%  |
| - iugoslaus    | 4        | 0,31%  |
| - altres       | 4        | 0,31%  |

## Evolució demogràfica
| Any        | Població |
| ---------- | -------- |
| 15/02/2001 | 1.301    |
| 01/01/2002 | 1.298    |
| 01/01/2003 | 1.272    |
| 01/01/2004 | 1.331    |
| 01/01/2005 | 1.313    |